# Quinta da Casa Amarela
A Quinta da Casa Amarela é uma propriedade tradicional onde a cultura das vinhas e do vinho está presente e na posse da mesma família de três gerações (1885). Esta situada na margem esquerda do Rio Douro, em Cambres, entre o Peso da Régua e Lamego.
A palavra Terroir é usada para definir a combinação das condições do solo, do subsolo e do clima, em suma, todos os fatores que tornam uma vinha particular e especial, uma vinha única. As diferenças geológicas entre os solos, as pequenas diferenças da exposição ao sol, podem influenciar bastante o sabor e o aroma de um vinho em relação ao outro, com apenas algumas centenas de metros de distância entre as duas vinhas. Sem dúvida, isto significa em realidade Douro, uma região maravilhosa e abençoada, um lugar onde coabitam com a natureza, em perfeita harmonia, dezenas de milhares de agricultores. Neste paraíso, a Quinta da Casa Amarela cultiva 15 ha de vinha.
As vinhas cultivadas: Tinta Roriz, Touriga Franca, Touriga Nacional, Touriga Franca, Tinta Barroca, Tinta Amarela, Malvasia Fina, Viosinho e Rabigato.
Ver por favor: Região Vinhateira do Alto Douro